# リュドミラ・エンクイスト
リュドミラ・エンクイスト (Ludmila Engquist、1964年4月21日-)は、スウェーデンの陸上競技選手である。1996年アトランタオリンピック女子100mハードルの金メダリストである。これは、スウェーデンの女子選手初の陸上競技での金メダルとなった。彼女はソビエト連邦出身であり、1991年の世界陸上には、ソ連代表のリュドミラ・ナロジレンコとして出場し金メダルを獲得している。1996年のアトランタオリンピック前にスウェーデンに国籍を変更した。
1999年には乳がんが見つかったが、克服し、同年の世界陸上でも銅メダルを獲得。ただこの大会が彼女が陸上選手として登場する最後の大試合となった。
陸上選手として成功したエンクイストは、今度は女性初の夏冬両オリンピックでの金メダルを獲得するためボブスレー2人乗りに挑もうとしたが、禁止薬物が見つかり断念した。
現在はスペイン在住。

## 主な実績
| 年   | 大会                     | 場所                         | 種目         | 結果 | 記録    |
| ---- | ------------------------ | ---------------------------- | ------------ | ---- | ------- |
| 1989 | 世界室内陸上選手権       | ブダペスト（ハンガリー）     | 60mハードル  | 銀   | 7.83秒  |
| 1989 | IAAF陸上ワールドカップ   | バルセロナ（スペイン）       | 100mハードル | 2位  | 12.80秒 |
| 1991 | 世界室内陸上選手権       | セビリア（スペイン）         | 60mハードル  | 金   | 7.88秒  |
| 1991 | 世界陸上選手権           | 東京（日本）                 | 100mハードル | 金   | 12.59秒 |
| 1996 | オリンピック             | アトランタ（アメリカ合衆国） | 100mハードル | 金   | 12.58秒 |
| 1996 | IAAFグランプリファイナル | ミラノ（イタリア）           | 100mハードル | 1位  | 12.61秒 |
| 1997 | 世界陸上選手権           | アテネ（ギリシャ）           | 100mハードル | 金   | 12.50秒 |
| 1999 | 世界陸上選手権           | セビリア（スペイン）         | 100mハードル | 銅   | 12.47秒 |

## 自己ベスト
- 60mハードル　　7秒69　（1990年2月4日、世界歴代2位）
- 100mハードル　12秒26　(1992年6月6日、世界歴代4位)